# Stadion im. Alfonsa Finika w Gnieźnie
Stadion im. Alfonsa Flinika w Gnieźnie – stadion hokeja na trawie na Osiedlu Tysiąclecia w Gnieźnie, otwarty w kwietniu 1999 r., posiadający 1000 miejsc siedzących na trybunie odkrytej, boisko pokryte sztuczną nawierzchnią i sztuczne oświetlenie (36 projektorów na 8 masztach o wysokości 18 m umieszczonych, dających średnie natężenie 654 luksy). Jest zradiofonizowany, posiada komputerowy system nawadniania i elektroniczną tablicę wyników. Domowy obiekt Startu 1954 Gniezno. 17 czerwca 2003 uchwałą Rady Miasta Gniezna nadano mu imię Alfonsa Flinika.